# Баринов, Валерий Александрович
Вале́рий Алекса́ндрович Ба́ринов (род. 27 ноября 1945, дер. Жилина, Орловский район, Орловская область, СССР) — советский и российский актёр театра и кино; народный артист Российской Федерации (1999).

## Биография
Валерий Баринов родился 27 ноября 1945 года в д. Жилина Орловской области.
В 1968 году окончил Высшее театральное училище имени М. С. Щепкина, мастерская В. Коршунова, однокурсниками были Альбина Матвеева и Валентина Панина. Начал деятельность в Театре им. А. С. Пушкина в Ленинграде. До 1974 года играл на ленинградской сцене.
Работал с режиссёром Ростиславом Горяевым, вместе с ним уехал в Москву, и с 1974 по 1988 год состоял в труппе Центрального Театра Советской Армии, который в те годы возглавляли сначала сам Горяев, а затем Юрий Ерёмин. В 1988—1991 годах он работал на сцене Театра имени Пушкина в Москве. В 1992 году перешёл в труппу Малого театра, в 2005 в МТЮЗ. В 1997—1999 годах озвучивал инспектора Мигля в мультсериале «Незнайка на Луне», снятом по мотивам одноимённой книги (1964) Николая Носова.

## Общественная позиция
В 2022 году поддержал вторжение России на Украину и аннексию оккупированных территорий Украины.

### Личная жизнь и увлечения
Трижды женат, двое детей. Сын от второго брака — Егор Баринов (род. 1975), актёр театра и кино. Дочь от третьего брака — Александра, театральный критик. Валерий Баринов большой любитель футбола, болеет за московский «Локомотив».

## Творчество
…Баринов сказал в интервью, что снялся в ста тридцати ролях — не помнит уж, какой он на самом деле
— Александр Нилин

### Роли в театре
Ленинградский государственный академический театр драмы им. А. С. Пушкина (1968—1974)
- «Маленькие трагедии» А. С. Пушкина — Дон Карлос
- «Вишнёвый сад» А. П. Чехова — Петя Трофимов
- «Болдинская осень» А. Свирина — Белкин
- «Антигона» Софокла — Вестник

Центральный академический театр Советской армии (1974—1988)
- 1976 — «Конец» (Последние дни ставки Гитлера) М. Шатрова, реж.: Р. Горяев — Кребс
- 1980 — «Усвятские шлемоносцы» Е. И. Носова, реж.: А. А. Попов — Алексей Махотин
- 1982 — «Закон вечности» Н. Думбадзе, реж.: Ю. И. Ерёмин — Нугзар Дарахвелидзе
- 19?? — «Давным-давно» А. Гладкова, реж.: А. А. Попов, А. А. Харламова — Станкевич, офицер партизанского отряда
- 19?? — «Учитель танцев» Лопе де Вега, постановка: В. С. Канцеля, реж.: А. А. Харламова — Вандалино, молодой дворянин
- 19?? — «Оптимистическая трагедия» Вс. Вишневского — Вайнонен
- 19?? — «Смерть Иоанна Грозного» А. К. Толстого — Борис Годунов
- 19?? — «Молва» А. Д. Салынского — Шишлов
- 1986 — «Статья» Р. Х. Солнцева — Вепрев
- 1984 — «Идиот» по Ф. М. Достоевскому — Рогожин

Московский драматический театр имени А. С. Пушкина (1988—1991)
- 1984 — «Я — женщина» В. Мережко, реж.: Б. Морозов — Владимир Юрьевич
- 1985 — «Крик» — Бобков
- 1987 — «Палата № 6» А. П. Чехова, реж.: Ю. И. Ерёмин — Санитар
- 1988 — «Любовь под вязами» Юджина О’Нила, реж.: М. Леймос — Эфраим Кэббот, (премьера — 23 марта 1988)
- 1988 — «Светит, да не греет (Разбитое счастье)» А. Н. Островского и Н. Я. Соловьёва, реж.: Ю. И. Ерёмин — Рабачёв
- 1988 — «Бесы» А. Камю по Ф. М. Достоевскому — Шатов
- 1990 — «Новое московское преступление» по повести В. А. Пьецуха, реж.: Ю. И. Ерёмин — Белоцветов
- 1991 — «Пациентка» — Доктор Фельдман
- 1991 — «Чёрный монах» по А. П. Чехову, реж.: Ю. И. Ерёмин — Монах
- 1997 — «Дубровский» А. С. Пушкина, реж.: Р. Мархолия — Троекуров Кирилла Петрович, старинный русский барин (премьера — 23 мая 1997)

Малый театр (1992—2005)
- 1992 — «Царь Иудейский» К. Романова, реж.: В. Н. Драгунов — Никодим, (премьера — 26 апреля 1992)
- 1995 — «Пир победителей» А. И. Солженицына, реж.: Б. А. Морозов — Ванин, (премьера — 25 января 1995)
- 1995 — «Царь Иоанн Грозный» А. Толстого, реж.: В. Н. Драгунов — Захарьин-Юрьев, (премьера — 29 апреля 1995)
- 1998 — «Бешеные деньги» А. Островского, реж.: В. Н. Иванов — Кучумов, (премьера — 21 мая 1998)
- 1998 — «Трудовой хлеб» А. Островского, реж.: А. В. Коршунов — Корпелов (премьера — 10 октября 1998)
- 1998 — «Коварство и любовь» Фридриха Шиллера, реж.: Ю. М. Соломин — Президент, (премьера — 27 декабря 1998)
- 2001 — «Пучина» А. Островского, реж.: А. В. Коршунов — Боровцов, (премьера — 25 ноября 2001)
- 2002 — «Корсиканка» Иржи Губача, реж.: В. Г. Константинов — Наполеон, (премьера — 26 февраля 2002)

МТЮЗ (c 2005 года)
- 2004 — «Скрипка Ротшильда» А. Чехова, реж.: К. Гинкас — Яков, (премьера — 6 марта 2004)
- 1999 — «Чёрный монах» А. Чехова, реж.: К. Гинкас — Песоцкий, отец Тани, (премьера — 6 октября 1999)
- 2012 — «Шуты Шекспировы» У. Шекспира, реж.: К. Гинкас — Герцог, он же Просперо, он же Глостер, (премьера — 7 апреля 2012)
- 2013 — «Леди Макбет нашего уезда» Н. Лескова, реж.: К. Гинкас — Борис Тимофеевич, (премьера — 28 ноября 2013)
- 2017 — «Всё кончено» Эдварда Олби, реж.: К. Гинкас — Друг, (премьера — 18 января 2017)
- 2018 — «Вариации тайны» Эрика-Эмманюэля Шмитта, реж.: К. Гинкас — Эрик Ларсен, (премьера — 12 января 2018)

Театр Киноактёра
- «Корсиканка», реж.: И. Губач

Антреприза
- 1999 — «Дубровский», реж.: Р. Мархолиа
- 2000 — «А-ля фуршет со святой водой», реж.: В. Иванов — Яков
- 2006 — «Буря в стакане воды», реж.: О. Анохина

### Роли в кино
- 1969 — Шаги по земле — Алексей
- 1973 — Прикосновение — Блинов
- 1976 — Строговы — Влас Строгов
- 1978 — Близкая даль — Борис Коман
- 1978 — Стеклянные бусы — Самарцев
- 1979 — Сватовство гусара — гусар
- 1981 — Две строчки мелким шрифтом — Дерябин, агент охранного отделения
- 1981 — Родник — Дронов
- 1982 — Красные колокола. Фильм 2. Я видел рождение нового мира — Николай Ильич Подвойский
- 1983 — Подросток — Александр Семёнович доктор
- 1983 — Хозяйка детского дома — Борис Максимов
- 1984 — Кто сильнее его — Егор
- 1984 — Господин Великий Новгород — тевтонский рыцарь
- 1985 — Пять минут страха — Евгений Афанасьевич Жогин, бывший уголовник, помогающий сотрудникам милиции
- 1985 — Вишнёвый омут — Михаил Харламов
- 1985 — Битва за Москву — Николай Александрович
- 1985 — Город над головой — Татарский
- 1986 — Покушение на ГОЭЛРО — Николай Егоров, дежурный железнодорожной станции
- 1986 — Первый парень — режиссёр
- 1987 — Везучая — Григорий Петрович, тренер
- 1987 — Мы ваши дети — Василий Васильевич Вагин, мастер в ПТУ
- 1987 — Под знаком Красного креста — Эдуард Карташов
- 1987 — В Крыму не всегда лето — Юрий Гавен
- 1987 — Покушение — Федя
- 1987 — Дни и годы Николая Батыгина — Стеклодув из трясины
- 1988 — Абориген — Феликс
- 1988 — Прости нас, сад…
- 1988 — В одной знакомой улице… — Петров
- 1988 — Белые вороны — Егор Степанович, прокурор
- 1989 — Князь Удача Андреевич — Шильников
- 1989 — Канун — шофёр
- 1990 — В полосе прибоя — «Кот» Бородулин
- 1990 — Наутилус — Семён Ильич
- 1990 — Уроки в конце весны — Бухов, тюремный надзиратель
- 1990 — Арбатский мотив — Виктор Михайлович, прораб
- 1991 — Волкодав — Корнеев
- 1991 — Игра на миллионы — Капитан
- 1991 — Клан
- 1991 — Дело Сухово-Кобылина — следователь
- 1992 — Сумасшедшая любовь — Иванюта
- 1992 — Шамиль. Рай под тенью сабель — генерал
- 1992 — Тишина — Быков
- 1993 — Территория — Егор Васильевич Клёнов, участковый
- 1993 — Роман императора — шеф жандармов Шувалов
- 1994 — Петербургские тайны — Полиевкт Харлампиевич Хлебонасущенский
- 1994 — Билет туда и обратно
- 1995 — Дом на камне
- 1995 — Принципиальный и жалостливый взгляд — жених
- 1996 — Агапэ — Савва Тимофеевич Беркутов
- 1997 — Бесноватые
- 1998 — На ножах — Пёрушкин / Ворошилов, полицейский агент
- 1998 — Классик — хозяин особняка
- 1998 — Отражение
- 1998 — Сибирский Спас
- 1998 — Развязка Петербургских тайн — Полиевкт Харлампиевич Хлебонасущенский
- 1999 — Д. Д. Д. Досье детектива Дубровского — вор в законе «Гравёр», главарь банды фальшивомонетчиков
- 1999—2003 — Простые истины — Игорь Петрович Скворцов, депутат (16 серия)
- 2000 — Марш Турецкого (4 серия «Синдикат киллеров») — Владимир Иванович Молчанов, гендиректор концерна
- 2000 — Империя под ударом (серии «Авель и Каин» и «Великая княгиня») — Леонид Александрович Ратаев
- 2000 — Дом для богатых —  Аким Петрович Шпет
- 2000 — Третьего не дано
- 2000—2001 — След оборотня (сериал) — Александр Григорьевич Акинфеев
- 2001 — Люди и тени. Секреты кукольного театра — Чугунов
- 2001—2002 — Мужская работа — Павел Шахов, член правительства
- 2001 — Не покидай меня, любовь — Глазырин
- 2002 — Порода — отец Анны
- 2002 — Наследник — Михаил Андреевич, куратор
- 2002 — Каменская (серия «Мужские игры») — Стоянов
- 2002 — Маска и душа — Дмитрий Фёдорович Трепов
- 2002-2006 — Ха! (киноальманах)
- 2002—2004 — Шукшинские рассказы (серия «Вянет — пропадает») — Владимир Николаевич (дядя Володя)
- 2003 — Баязет — управляющий
- 2003 — Марш Турецкого (серия «Кровавый отпуск») — полковник Зуев
- 2003 — Лучший город Земли — тренер
- 2003 — Евлампия Романова. Следствие ведёт дилетант
- 2003 — Next-3 — Борис Антонович Хомченко
- 2003 — Замыслил я побег — первый секретарь райкома
- 2003 — Полосатое лето — мотоциклист
- 2003 — Пучина — Боровцов
- 2004 — Водитель для Веры — Клименко, генерал
- 2004 — Диверсант — генерал
- 2004 — Грехи отцов — Григорий Андросов
- 2004 — Русское — Архипов, профессор
- 2004 — Шахматист — Удовенко
- 2004 — Ландыш серебристый 2 (серия «Любовь терапевта») — Тетерин
- 2004 — Моя Пречистенка — Соколов
- 2004 — Сыщики 3 (серия «Долгая ночь мертвеца») — Панорамов
- 2004 — Москва смеётся
- 2005 — Верёвка из песка — «Борода»
- 2005 — Свой человек — Лев Филиппович, тесть Сергея Морозова
- 2005 — Девять неизвестных — Андрей Яковлевич Радугин, великий командор главной коллегии Ордена Креста и Розы
- 2005 — КГБ в смокинге — Пётр Петрович
- 2006 — Андерсен. Жизнь без любви — гробовщик
- 2006 — Одинокое небо — Захарыч
- 2006 — Парк советского периода — Бурда, генерал
- 2006 — Богиня прайм-тайма — Виктор Петрович
- 2006 — Секретные поручения — Виктор Иванович Степанцов, прокурор
- 2006 — Игра в шиндай — Олег Васильевич
- 2006 — Требуется няня — Анатолий Петрович
- 2006 — Билет в гарем - Ави Димбарт,полковник полиции Тель-Авива
- 2006 — Одиночество любви — Фёдор Арнольдович Прадо
- 2006 — Бешеные деньги — Григорий Кучумов
- 2006—2007 — Кадетство — Александр Михайлович Ноздрёв, полковник, начальник учебного отдела
- 2007 — Миллионер поневоле — Максим Егорыч
- 2007 — День выборов — Иван Андреевич Бурдун, генерал-лейтенант
- 2007 — Ничего личного — Зимин
- 2007 — Платки — Иконников
- 2007 — Самый лучший фильм — Сергей Викторович, банкир, отец Насти
- 2007 — Ванечка — водитель такси
- 2007 — Бешеная — Ольховский
- 2007 — Игры в солдатики — отец Насти, генерал
- 2007 — Ирония судьбы. Продолжение — сосед на крыше
- 2007 — Срочно в номер (серия «Метка вуду») — Резон, отец Светланы
- 2008 — Контракт на любовь — Валерий Александрович
- 2008 — Москва улыбается[10]
- 2008 — ГИБДД и т.д. — Калинин, генерал
- 2008 — Псевдоним «Албанец»-2 — Александр Михайлович
- 2008 — Девочка — отец Томы
- 2008 — Только вернись! — Пётр, отец Юлии
- 2008 — Кризис Веры — Бурцев
- 2008 — Две сестры — Ребров
- 2008 — Цепь — Геннадий Наумович Фролов
- 2008 — 2-Асса-2 — граф Л. Н. Т.
- 2008—2011 — Ранетки — Николай Павлович Савченко («Шрек»), директор школы, учитель физики
- 2009 — Игры для взрослых — оперативник
- 2009 — Воротилы. Быть вместе — Игорь Сергеевич Шушенин
- 2009 — Кромовъ — Мещерин, посол
- 2009—2010 — Как же быть сердцу — Пётр Иванов, отец Анны
- 2009 — Концерт — Иван Гаврилов
- 2009 — Путь — генерал-лейтенант
- 2009 — Чёрта с два — Кузьмич, генерал милиции
- 2009 — На ощупь — дед Глеба
- 2009—2011 — Тучи над холмами (Япония) — Сергей Юльевич Витте
- 2010 — 2012 — Выхожу тебя искать — Евгений Борисович Гаврилов
- 2010 — Солдаты 16. Дембель неизбежен — Васильев, генерал-майор
- 2010 — Анжелика — Сергей Михайлович Гольцов
- 2010 — Вышел ёжик из тумана
- 2010 — Сердце матери — Афанасьев, полковник
- 2010 — Псевдоним «Албанец» 3 — Александр Михайлович
- 2010—2011 — Институт благородных девиц
- 2011 — Фурцева — Георгий Константинович Жуков
- 2011 — Последняя встреча — Игорь
- 2011 — Бомбила — Валентин Семёнович Кондратьев, егерь
- 2011 — Новости — Марк Борисович Стародубцев, генеральный директор и совладелец канала «ТСТ»
- 2011 — Казнокрады — Гуковский
- 2011 — Контригра — Филин, генерал ГРУ
- 2011 — Дом ветра — Всеволод Степанович, главврач клиники
- 2011 — Загадка для Веры — Егор Грушко работник КГБ на пенсии
- 2011 — Мужская женская игра — Иван Васильевич Фурцев, тренер
- 2012 — Краткий курс счастливой жизни — Владимир Иванович
- 2012 — Без свидетелей — Андрей Александрович Лазарев, гендиректор концерна
- 2012 — Братаны-3. Продолжение — Барон
- 2012 — Шаповалов — Виталий Михайлович Махоркин, полковник МВД
- 2012 — Ангел в сердце — Григорий Дмитриевич, отец Дмитрия
- 2012 — Каждый за себя — Назар
- 2012 — Красавица — «Хозяин» / Батыров
- 2012 — Бедные родственники — Сизов
- 2012 — Фёдоров — Борис Васильевич
- 2012 — Топтуны — Виктор Петрович Боевец
- 2013 — Умник — Сергей Михайлович Кустицкий, генерал-майор юстиции, начальник управления Следственного комитета
- 2013 — Околофутбола — отец Тичера
- 2013 — Вот это любовь! — отец Маши
- 2014 — С чего начинается Родина — Владимир Александрович Стручков, начальник ПГУ КГБ СССР
- 2014 — Охота жить — Павел
- 2014 — Учителя — Павел Егорович, учитель труда
- 2014 — Свет и тень маяка — Кротов
- 2014 — Профессионал — Арсений Иванович Дидюн, генеральный директор компании «Русьоружие», генерал ФСБ в отставке
- 2014 — Сильнее судьбы — Геннадий Захарович Архипов, следователь
- 2014 — Здрасьте, я ваш папа! — Семён Петрович
- 2014 — Слава — Анатолий Тарасов
- 2015 — Вдвоём на льдине — Привалов
- 2015 — Красная королева — Тихон Кондратьевич, чиновник
- 2016 — Из Сибири с любовью — Вениамин Маркович Ерёмин
- 2016 — Вселенский заговор — Сергей Сергеевич Астров
- 2017 — В созвездии Стрельца — Никита Сергеевич Хрущёв
- 2018 — Первые — Витус Беринг
- 2018 — Любовь и Сакс — начальник СИЗО
- 2018 — Мама навсегда — Сергей отец Анны
- 2018 — Пелена — Антон Петрович Райхель
- 2018 — Стрекоза — Павел Иванович Румынцев
- 2018 — Мёртвые ласточки — Савва Никитич Кулик
- 2018 — Рассвет на горе Адама — папа Олега
- 2019 — Аниматор — Пётр
- 2019 — Не приходи ко мне во сне — отец Лизы и Вероники
- 2019 — Шахматная королева — артист
- 2019 — Балабол 3 — Семён Григорьевич Постышев
- 2019 — Двойное отражение — Покровский
- 2019 — Я подарю тебе победу — Захаров
- 2020 — Калашников — генерал Дегтярёв
- 2020 — Динозавр 2 — Гусько (отец–Курицына)
- 2020 — Любовь лечит — бизнесмен
- 2020 — Казанова в России — Папа Римский
- 2020 — Петербургский роман — Степаныч
- 2022 — Ловец снов — Михаил Петрович Кошелев, генерал полиции

### Киножурнал «Ералаш»
- 2015 — Выпуск № 295 (сюжет «Самый смелый»)[11] — дедушка мальчика

### Телеспектакли
- 1968 — Забытые куплеты водевиля (фильм-спектакль)
- 1971 — Повесть о том, как поссорился Иван Иванович с Иваном Никифоровичем — эпизод (нет в титрах)
- 1974 — Болдинская осень (фильм-спектакль) — Иван Петрович Белкин
- 1985 — Белая палатка (фильм-спектакль) — Иван Алексеевич Ступаков
- 1985 — Несмотря на преклонный возраст (фильм-спектакль) — Иван Саввич Шаповалов
- 1986 — Встречная полоса (фильм-спектакль) — председатель исполкома
- 1986 — Орфей спускается в ад (фильм-спектакль) — Плезент
- 1987 — Статья (фильм-спектакль) — Вепрев начальник областной конторы ГАСК
- 1988 — И свет во тьме светит (фильм-спектакль) — жандармский офицер
- 1988 — Кругосветное путешествие Бертольда Брехта (фильм-спектакль) — прокурор
- 1989 — Ночь на размышление
- 1994 — Царь Борис (фильм-спектакль)
- 1998 — Царь Иоанн Грозный (фильм-спектакль)
- 1999 — Трудовой хлеб (фильм-спектакль)
- 2003 — Пучина (фильм-спектакль) — Пуд Кузьмич Боровцов купец
- 2005 — Бешеные деньги (фильм-спектакль) — Григорий Кучумов
- 2010 — Скрипка Ротшильда (фильм-спектакль) — Яков гробовщик
- 2015 — Леди Макбет нашего уезда (фильм-спектакль) — Борис Тимофеевич

### Озвучивание мультфильмов
- 1997—1999 — Незнайка на Луне — Мигль (4, 5, 6, 7, 9 и 11 серии)

## Награды
- Заслуженный артист РСФСР (10 сентября 1987).
- Народный артист Российской Федерации (18 апреля 1999) — за большие заслуги в области искусства[2][3].
- Орден Почёта (11 марта 2006) — за заслуги в области культуры и искусства, многолетнюю плодотворную деятельность[12].
- Лауреат Первой театральной премии «Хрустальная Турандот» за 2022 год в номинации «За честь, достоинство и служение зрителю»[13].
- Орден Дружбы (14 марта 2024) — за заслуги в развитии отечественной культуры и искусства, многолетнюю плодотворную творческую деятельность[14].

## Документальные фильмы
- «Валерий Баринов. „Человек игры“» («ТВ Центр», 2021)[15]